# Antíoco IV de Comagene
Cayo Julio Antíoco IV Epiphanes (en latín Gaius Iulius Antiochos IV Epiphane y en griego Γάιος Ἰούλιος Ἀντίοχος ὀ Ἐπιφανής) fue el último rey de Comagene, gobernando entre 38 y 72 como rey cliente del Imperio romano Nació antes de 17 y murió después de 72.

## Biografía

### Nacimiento y juventud
Antíoco fue hijo de Antíoco III de Comagene y de la reina Iotapa de Comagene. Los padres de Antíoco IV eran hermanos de sangre. Él mismo, se casó igualmente con su propia hermana, de nombre, también Iotapa. Era de ascendencia armenia, griega y meda. Por su antepasada, la reina Laódice VII Tea, que era la madre del rey Antíoco. Antíoco I, era descendiente directo del reino helenístico sirio del Imperio seléucida. 
Antíoco parece haber sido muy joven en el año 17, cuando su padre murió. Tiberio convino con una parte de los ciudadanos de Comagene en hacer de su reino una parte de la provincia romana de Siria. La gran juventud de los hijos de Antíoco III y los disturbios políticos que atravesaba entonces Comagene parecen haber sido la razón principal de esta medida. Antíoco parece haber alcanzado la ciudadanía romana entre 17 y 38. Vivió y creció en Roma, con su hermana. Mientras que su hermana y él vivieron su juventud en Roma, formaron parte de la corte que Antonia la Menor mantenía en torno a ella. Antonia era sobrina del primer emperador romano, Augusto y la hija menor del triunviro Marco Antonio y era una mujer muy influyente, que supervisaba su círculo compuesto de varios príncipes y princesas, contribuyendo con ello a la preservación de las fronteras políticas del Imperio romano y a la estabilidad y fidelidad de sus estados clientes.

### Ascenso al trono

El oriente del Imperio Romano hacia 50, con el reino de Comagene junto a otros estados clientes.

En 38, Antíoco recibió la corona de Comagene de las manos del nieto de Antonia, el emperador romano Calígula, quien, además, agrandó el territorio del reino con la parte de Cilicia que bordea la costa. Calígula le entregó también el importe total de los ingresos que Comagene había generado durante los veinte años que había sido provincia romana. Las razones políticas que podrían justificar tal ventaja y tales recursos dados a un rey cliente no están claros y quizá no era más que una manifestación de la bien atestiguada excentricidad de Calígula.
Antíoco fue uno de los íntimos con Calígula y, junto con Herodes Agripa I, aparece como su instructor en el arte de la tiranía. Esta amistad no duro mucho tiempo, ya que fue depuesto por Calígula y Antíoco no recuperó su reino hasta el ascenso al trono del emperador Claudio en 41.
En 43, su primogénito, Cayo Julio Arquelao Antíoco Epifanes, fue prometido con Drusila, hija de Agripa I. Además de Arquelao Antíoco Epifanes, Antíoco tuvo otros dos hijos con su mujer Iotapa,  Calínico y una hija llamada también Iotapa.
En 53, Antíoco aplastó una insurrección de algunas tribus bárbaras en Cilicia, llamadas Clitae.  En 55, recibió del emperador Nerón la orden de levar tropas para hacer la guerra contra los partos, y, en el año 59, sirvió bajo los órdenes del general Gneo Domicio Corbulón contra el rey Tiridates I de Armenia, hermano del rey parto Vologases I. Consecuentemente por sus servicios en esta guerra, obtuvo en el año 61 territorios antes pertenecientes al reino de Armenia.

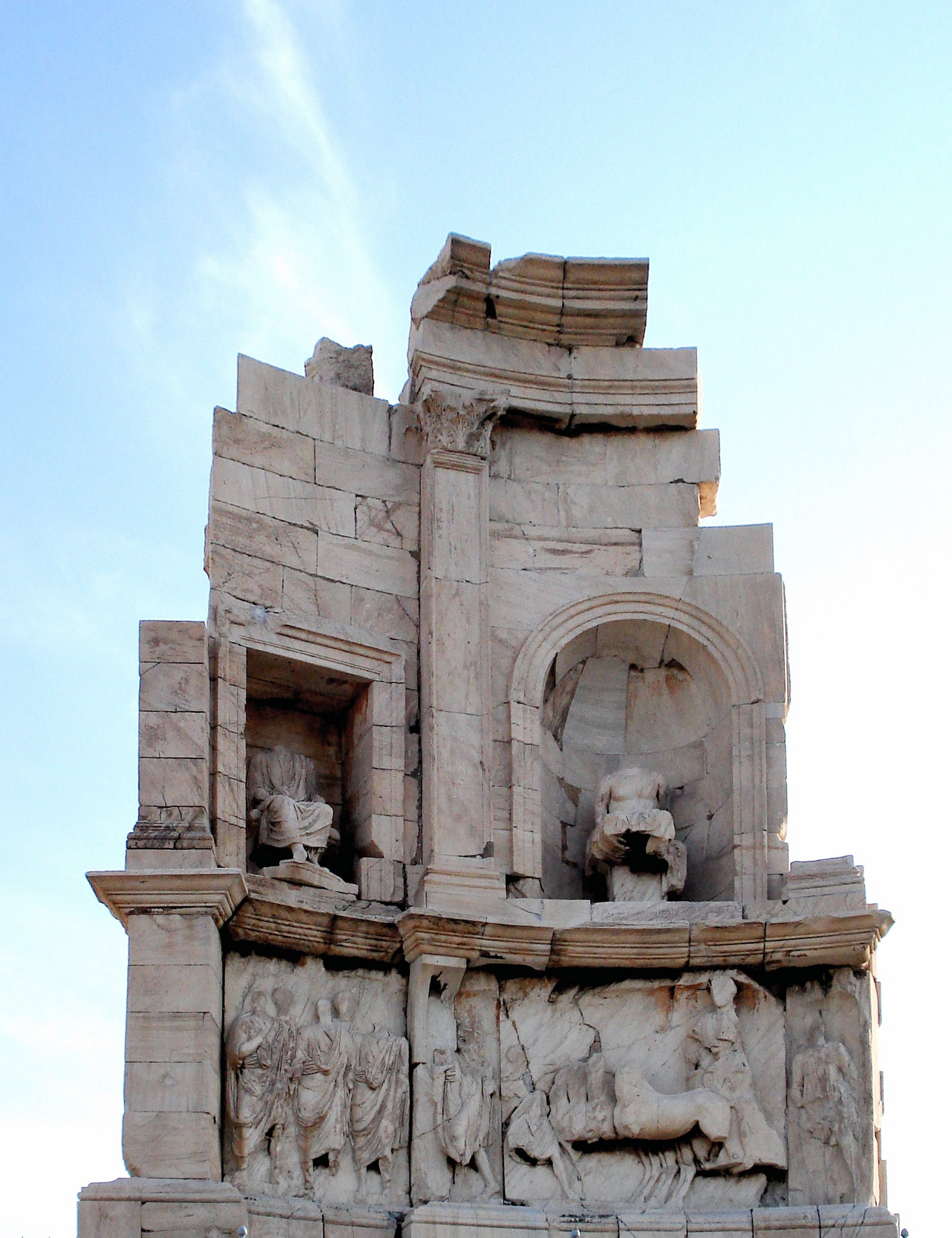
El monumento de Filopapos, donde se puede ver Antíoco IV en compañía de su nieto.

Tomó partido por Vespasiano cuando fue proclamado emperador en 70, siendo presentado entonces como el más rico de los reyes tributarios. El mismo año, envió fuerzas mandadas por su hijo Epifanes para ayudar a  Tito durante el asedio de Jerusalén.

### Derrocamiento y destierro
En 72, fue acusado por Lucio Cesenio Peto, gobernador de Siria, de conspirar con los partos contra los romanos. Vespasiano destronó entonces a Antíoco IV, derrocó a la dinastía y re-anexionó el territorio de Comagene a Siria. Los hijos de Antíoco IV, Epifanes y Calínico, huyeron a Partia después de haber sido derrotados en un breve encuentro con las tropas romanas.
Antíoco se retiró primeramente a Esparta, y después a Roma, donde pasó el resto de su vida con sus hijos que volvieron de su exilio, siendo tratado con mucho respeto. Entre los nietos de Antíoco y de Iotapa se encuentra el eminente ateniense Filopapos, que vivió en Grecia entre los siglos I y II

## Monumento de Filopapos
Antíoco IV figura en escultura en compañía de su nieto Cayo Julio Antíoco Epifanes Filopapo sobre un monumento erigido hacia 114-116 en Atenas, que se puede todavía admirar sobre el cerro de las Musas. En la parte inferior del monumento está representado un cortejo triunfal.

## Monedas
Hay varias piezas de monedas que llevan la marca de este rey. Estas prueban que reinó sobre una gran parte de Capadocia y de Cilicia, así como sobre Comagene. Sobre una de estas piezas, es llamado ΒΑΣΙΛΕΥΣ ΜΕΓΑΣ ΑΝΤΙΟΧΟΣ (« gran rey Antíoco », Basileus Megas Antiochos). Esta inscripción atestigua las ambiciones políticas de Antíoco IV. Sobre el dorso de esta medalla, está representado un escorpión, rodeado de hojas de laurel, y la inscripción ΚΟΜΜΑΓΗΝΩΝ (« de los Comagenios »). Sobre estas piezas de moneda, se aprecia también el nombre de su mujer, Iotapa,.